# Vinos del viejo mundo

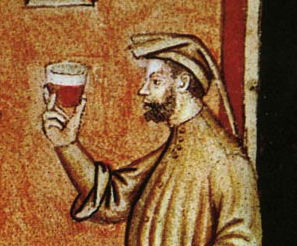
Los vinos del Viejo Mundo se definen como aquellos que provienen de una región con una larga historia documentada de producción.

Los denominados vinos del viejo mundo corresponden a aquellos vinos elaborados en las regiones que poseen una larga historia documentada de producción. Se considera que son aquellos que proceden de las distintas regiones de Europa, así como del área de influencia del Mediterráneo: principalmente, el norte de África. La denominación se debe a la contraposición del Viejo Mundo respecto al nuevo mundo. La idea contrapuesta a los vinos del Viejo Mundo es la de los vinos del nuevo mundo.

## Historia
La historia de los vinos del Viejo Mundo nace en una extensa zona situada al sur del Cáucaso: situado entre Turquía, Armenia e Irán. La uva primigenia era la vitis vinifera sylvestris y se han recogido numerosas evidencias arqueológicas en las inmediaciones de Turkmenistán, Uzbekistán y Tayikistán datadas en lo que va desde el neolítico hasta comienzos de la época de bronce. Existiendo dataciones anteriores en Ohalo II (cerca del mar de Galilea) que señalan 20.000 a. C. Ya en el mioceno crecía la uva en Europa Occidental. No obstante las evidencias arqueológicas señalan que en los yacimientos de Hajji Firuz Tepe en los Montes Zagros (Irán) ya se elaboraba vino debido a la presencia de restos analizados químicamente (mediante la aparición de trazas de ácido tartárico), se ha podido determinar igualmente que se aromatizaba con resinas de terebinto (Pistacia terebinthus). El problema de datar los orígenes del vino se centra en resolver si las trazas obtenidas de muestras arqueológicas corresponden a lo que se define por vino o no, si fue fermentado de forma natural o artificial, etc, la presencia de ciertos compuestos como ácido tartárico, o tartratos es la forma más común de resolver la cuestión. No obstante existen otros métodos alternativos vineo-paleográficos.

## Regiones
Las regiones europeas que poseen tradición en la elaboración del vino son aquellas que poseen una larga tradición viticultora. Entre ellas se incluyen:
| - Alemania - Austria - Bulgaria - España - Francia - Georgia | - Grecia - Hungría - Italia - Portugal - Rumania - Suiza |